# Heuqueville (Eure)
Heuqueville és un municipi francès situat al departament de l'Eure i a la regió de Normandia. L'any 2007 tenia 388 habitants.

## Demografia

### Població
El 2007 la població de fet de Heuqueville era de 388 persones. Hi havia 140 famílies, de les quals 20 eren unipersonals (12 homes vivint sols i 8 dones vivint soles), 50 parelles sense fills, 62 parelles amb fills i 8 famílies monoparentals amb fills.
La població ha evolucionat segons el següent gràfic:
Habitants censats

### Habitatges
El 2007 hi havia 158 habitatges, 139 eren l'habitatge principal de la família, 17 eren segones residències i 2 estaven desocupats. Tots els 158 habitatges eren cases. Dels 139 habitatges principals, 133 estaven ocupats pels seus propietaris, 6 estaven llogats i ocupats pels llogaters i 1 estava cedit a títol gratuït; 2 tenien dues cambres, 15 en tenien tres, 31 en tenien quatre i 92 en tenien cinc o més. 113 habitatges disposaven pel capbaix d'una plaça de pàrquing. A 54 habitatges hi havia un automòbil i a 79 n'hi havia dos o més.

### Piràmide de població
La piràmide de població per edats i sexe el 2009 era:
| Homes | Edats   | Dones |
| ----- | ------- | ----- |
| 0     | 95 o +  | 0     |
| 0     | 90 a 94 | 0     |
| 0     | 85 a 89 | 0     |
| 0     | 80 a 84 | 4     |
| 12    | 75 a 79 | 8     |
| 4     | 70 a 74 | 4     |
| 0     | 65 a 69 | 8     |
| 12    | 60 a 64 | 12    |
| 12    | 55 a 59 | 4     |
| 24    | 50 a 54 | 12    |
| 12    | 45 a 49 | 20    |
| 12    | 40 a 44 | 20    |
| 4     | 35 a 39 | 8     |
| 12    | 30 a 34 | 8     |
| 4     | 25 a 29 | 4     |
| 20    | 20 a 24 | 8     |
| 20    | 15 a 19 | 8     |
| 4     | 10 a 14 | 12    |
| 0     | 5 a 9   | 24    |
| 4     | 0 a 4   | 8     |

## Economia
El 2007 la població en edat de treballar era de 259 persones, 191 eren actives i 68 eren inactives. De les 191 persones actives 170 estaven ocupades (86 homes i 84 dones) i 21 estaven aturades (11 homes i 10 dones). De les 68 persones inactives 23 estaven jubilades, 26 estaven estudiant i 19 estaven classificades com a «altres inactius».

### Ingressos
El 2009 a Heuqueville hi havia 147 unitats fiscals que integraven 421 persones, la mediana anual d'ingressos fiscals per persona era de 19.236 €.

### Activitats econòmiques
Dels 13 establiments que hi havia el 2007, 1 era d'una empresa de construcció, 1 d'una empresa de comerç i reparació d'automòbils, 6 d'empreses de transport, 1 d'una empresa d'hostatgeria i restauració, 1 d'una empresa financera, 1 d'una empresa immobiliària i 2 d'empreses de serveis.
L'únic servei als particulars que hi havia el 2009 era un guixaire pintor.
L'any 2000 a Heuqueville hi havia 7 explotacions agrícoles que ocupaven un total de 805 hectàrees.

## Equipaments sanitaris i escolars
El 2009 hi havia una escola elemental integrada dins d'un grup escolar amb les comunes properes formant una escola dispersa.

## Poblacions més properes
El següent diagrama mostra les poblacions més properes.